# Saint-Georges-de-Didonne
Saint-Georges-de-Didonne település Franciaországban, Charente-Maritime megyében. Lakosainak száma 5093 fő (2022. január 1.). Saint-Georges-de-Didonne Médis, Meschers-sur-Gironde, Royan, Semussac és Le Verdon-sur-Mer községekkel határos.

## Népesség
A település népessége az elmúlt években az alábbi módon változott:
| Lakosok száma | 3680 | 4287 | 4705 | 5059 | 5080 | 5268 | 5360 | 5342 | 5246 | 5093 |
|               | 1968 | 1982 | 1990 | 2006 | 2013 | 2015 | 2017 | 2019 | 2020 | 2022 |